# Choudhary Charan Singh
Choudhary Charan Singh (hindi चौधरी चरण सिंह; ur. 23 grudnia 1902 w Noorpurze, zm. 29 maja 1987) – polityk indyjski, siódmy premier Indii w okresie od 26 lipca 1979 do 14 stycznia 1980. Wcześniej pełnił funkcje w rządzie stanowym Uttar Pradesh, a w latach 1979–1980 był ministrem finansów Indii. Przez niemal 40 lat (1929-1967) był członkiem Indyjskiego Kongresu Narodowego. W roku 1969 był współzałożycielem, a do roku 1977 przewodniczącym Ludowej Partii Indii. Był też współzałożycielem, a przez 2 lata (1977-1978) wiceprzewodniczącym Janaty.

## Publikacje
Jest autorem kilku książek, w tym:
- India’s Economic Policy – The Gandhian Blueprint
- Economic Nightmare of India – Its Cause and Cure
- Cooperative Farming X-rayed